# Amerikanische Besetzung Haitis

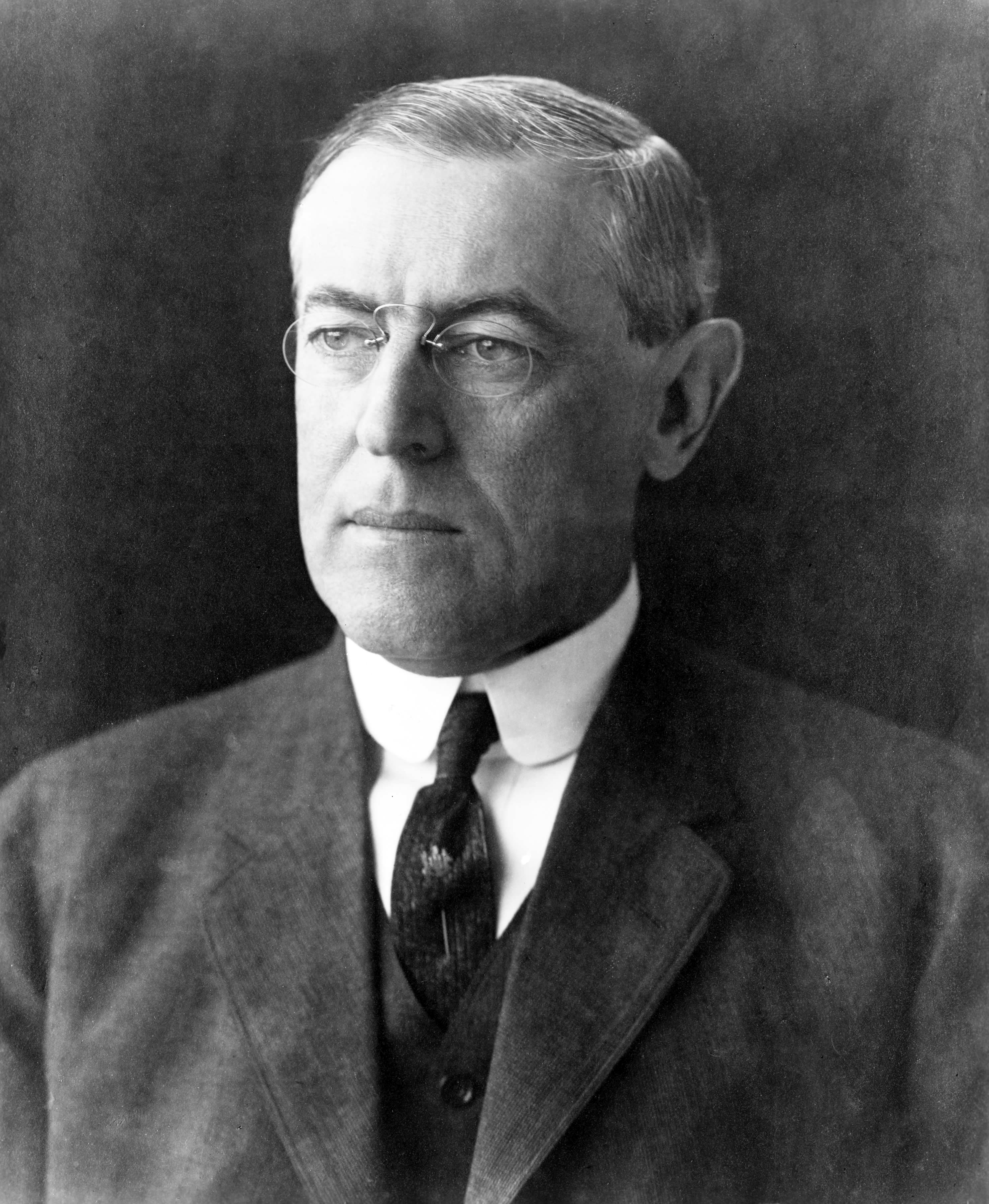
US-Präsident Woodrow Wilson (1912)

Die Amerikanische Besetzung Haitis begann am 28. Juli 1915, als 330 Soldaten des United States Marine Corps auf Weisung des Präsidenten der Vereinigten Staaten, Woodrow Wilson, in Port-au-Prince, Haiti, landeten, um Politik und Finanzen Haitis unter ihre Kontrolle zu bringen. Die Invasion und anschließende Besetzung sollte den zunehmenden amerikanischen Geschäftsinteressen in Haiti Rechnung tragen. Der Intervention im Juli ging eine jahrelange sozioökonomische Instabilität in Haiti voraus, die ihren Höhepunkt in der Ermordung des Präsidenten von Haiti Jean Vilbrun Guillaume Sam durch Aufständische fand, die über die von ihm angeordneten Hinrichtungen der oppositionellen Elite verärgert waren. Die Besatzung endete am 1. August 1934, nachdem Präsident Franklin D. Roosevelt ein Rückzugsabkommen vom August 1933 bestätigt hatte. Das letzte Kontingent der Marines zog am 15. August 1934 ab, nachdem die polizeilichen und militärischen Befugnisse formell an die von den Amerikanern geschaffene Gendarmerie d’Haïti übertragen worden waren.
Während der Besetzung hatte Haiti drei Präsidenten, wobei die Vereinigten Staaten allerdings durch Aufrechterhaltung des Kriegsrechts den Gang der Dinge entschieden. Es kam zu zwei großen Aufständen, bei denen mehrere Tausend Haitianer getötet wurden und zahlreiche Menschenrechtsverletzungen, auch Folter und standrechtliche Hinrichtungen, durch Marines und die Gendarmerie begangen wurden. Zur Zwangsarbeit verpflichtete Einheimische wurden für die Realisierung umfassender Infrastrukturprojekte eingesetzt, wobei Hunderte bis Tausende ums Leben kamen. Unter der Besatzung lebten die meisten Haitianer weiterhin in Armut, während eine ausgewählte Minderheit der zumeist wohlhabenden, französischstämmigen Elite ihre bestimmende Rolle im Land konsolidieren konnte.

## Hintergrund

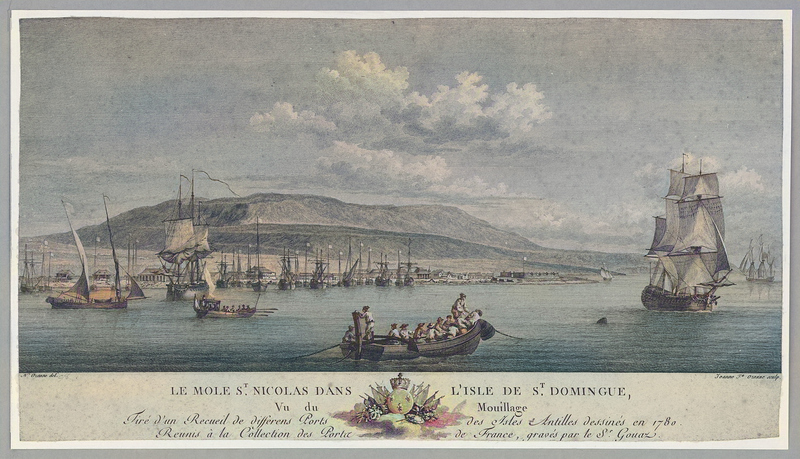
Môle-Saint-Nicolas, dargestellt von Jeanne Françoise Ozanne (ca. 1785)

Die Vereinigten Staaten hatten die Unabhängigkeit Haitis (1804) von Anfang an mit Argwohn gesehen und ein unverhohlenes Interesse gezeigt, das Land unter ihre Kontrolle zu bringen. Im Jahr 1891 scheiterte der amerikanische Versuch, sich den Ort Môle-Saint-Nicolas mit seinem Naturhafen als militärischen Stützpunkt zu sichern.

### Labile Verhältnisse in Haiti
In Haiti herrschte um die Jahrhundertwende politische und wirtschaftliche Instabilität. Gegenüber Frankreich bestand im Gefolge der früheren Kolonialzeit und der daraus beibehalten wirtschaftlichen Verflechtungen eine hohe Finanzschuld. Im Jahr 1910 hatte der amerikanische Präsident William Howard Taft Haiti ein umfangreiches Darlehen eingeräumt, womit die Verschuldung gegenüber Frankreich abgetragen werden sollte. Angesichts der Höhe der in Rede stehenden Beträge konnte diese Maßnahmen aber die Lage Haitis nicht verbessern.
Im Jahr 1902 kam es in Haiti zu einem Bürgerkrieg zwischen der Regierung von Pierre Théoma Boisrond-Canal und General Pierre Nord Alexis gegen die Rebellen von Anténor Firmin, der dazu führte, dass Pierre Nord Alexis Präsident wurde. Im Jahr 1908 wurde er von der Macht verdrängt und eine kurzlebigen Präsidentschaften folgte auf die andere: François C. Antoine Simon im Jahr 1911; Präsident Cincinnatus Leconte (1911 bis 1912; kam bei einer Explosion im Präsidentenpalast ums Leben); Michel Oreste (1913 bis 1914; wurde durch einen Staatsstreich abgesetzt), ebenso wie sein Nachfolger Oreste Zamor im Jahr 1914. Zwischen 1911 und 1915 hatte Haiti aufgrund von politischen Morden, Staatsstreichen und Zwangsexilierungen sieben Präsidenten.

### Deutscher Einfluss als strategisches Problem für die Vereinigten Staaten

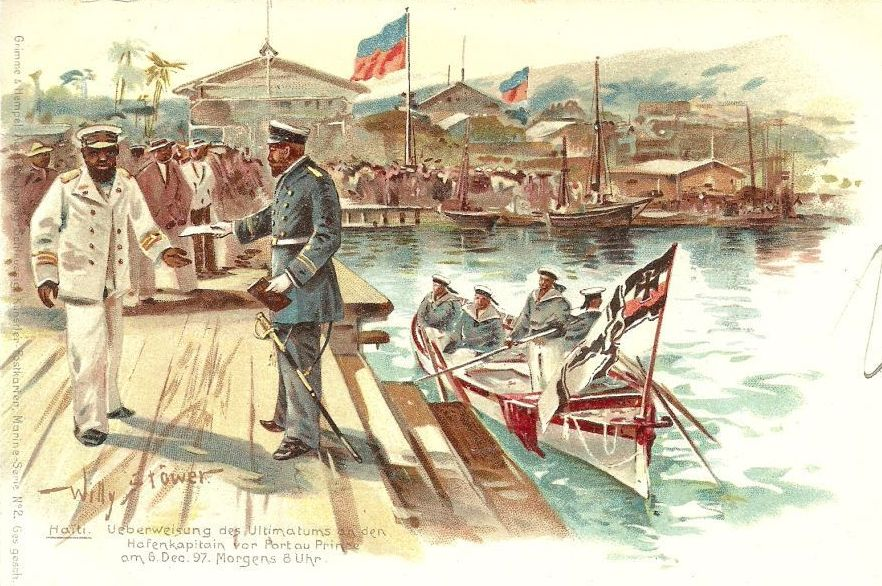
Deutsche Marine greift in Port-au-Prince aus Anlass der Lüders-Affäre ein.

Die deutsche Präsenz in Haiti war zahlenmäßig nicht groß, aber ausgesprochen einflussreich. Zudem hatte der deutsche Kaiser Wilhelm II in Haiti mehrfach mit der von ihm bevorzugten Kanonenbootpolitik eingegriffen. Sowohl die Lüders-Affäre des Jahres 1891 als auch der Marcomannia-Zwischenfall des Jahres 1902 hatte zum Eingreifen deutscher Marineverbände geführt. Im Jahr 1910 kontrollierten Deutsche in Haiti rund 80 Prozent des Außenhandels des Landes. Sie besaßen und betrieben Versorgungsbetriebe in Port-au-Prince und Cap-Haïtien und kontrollierten den Hafenbetrieb in Port-au-Prince.
Die deutsche Gemeinschaft war eher bereit, sich in die haitianische Gesellschaft zu integrieren als jede andere Gruppe weißer Ausländer, einschließlich der zahlreicheren Franzosen. Einige Deutsche heirateten in Haitis bekannteste gemischtrassige Familien afrikanisch-französischer Abstammung ein. Dadurch konnten sie das in der Verfassung verankerte Verbot des Landbesitzes für Ausländer umgehen. Die deutschen Einwohner behielten starke Verbindungen zu ihrem Heimatland und unterstützten fallweise auch die deutsche Militär- und Geheimdienstnetze in Haiti. Sie dienten ferner als Hauptfinanziers der zahlreichen Revolutionen des Landes, indem sie den konkurrierenden politischen Gruppierungen Darlehen zu hohen Zinssätzen gewährten.
Der deutsche Einfluss widersprach der amerikanischen Politik, die nach der Monroe-Doktrin die Kontrolle im Umfeld der Vereinigten Staaten beanspruchte. Im Vorfeld des Ersten Weltkriegs spielten vermehrt strategische Überlegungen eine Rolle, wenn es um die Analyse des Vorhandenseins einer starken deutschen Präsenz in der Karibik, an den Seewegen zum Panamakanal, ging.

### Amerikanische Finanzinteressen
Haiti war mit einem Betrag, der 80 Prozent der jährlichen Staatseinnahmen entsprach, bei den Vereinigten Staaten verschuldet. Gleichwohl war das Land in der Lage, seinen Verpflichtungen nachzukommen. Wegen des Einflusses deutscher Geschäftsleute trotzdem besorgt, setzten sich Unternehmen der amerikanische Finanzbranche bei ihrer Regierung dafür ein, Haiti zu besetzen.
Von 1910 bis 1911 unterstützte das Außenministerium der Vereinigten Staaten ein Konsortium amerikanischer Investoren, angeführt von der National City Bank of New York, bei der Übernahme einer dominierenden Beteiligung an der Nationalbank von Haiti, um die Bank der Republik Haiti (BNRH) zu gründen. Auch Frankreich behielt eine Beteiligung an der BNRH. Die BNRH war die einzige Geschäftsbank des Landes und diente der haitianischen Regierung als Zentralbank.
Die amerikanische Regierung stützte sich mangels eigener Kenntnisse auf die Expertise des Vizepräsidenten der National City Bank, Roger Leslie Farnham, wenn es um das Engagement in Haiti ging. Farnham war als Finanzberater, Lobbyist, und Journalist in der Karibik gut vernetzt. Während der gesamten 1910er Jahre verlangte Farnham von den aufeinanderfolgenden haitianischen Regierungen, ihm die Kontrolle über die Zölle des Landes, die einzige Einnahmequelle des Staats, zu gewähren, und drohte mit einer amerikanischen Intervention, wenn Haiti sich weigerte.
1914 begann Frankreich seine Beziehungen zu Haiti zu verlieren, da es sich auf den Ersten Weltkrieg konzentrierte, und Farnham schlug dem Kongress der Vereinigten Staaten vor, dass die BNRH von New York aus verwaltet werden sollte. Er argumentierte, dass sich die Lage in Haiti nicht bessern würde, „bis eine stärkere Macht von außen eingreift“. Als Reaktion auf Widerstand der haitianischen Seite hielt die BNRH Gelder der haitianischen Regierung zurück und finanzierte Rebellen, um die haitianische Regierung zu destabilisieren und so eine amerikanische Intervention zu rechtfertigen.

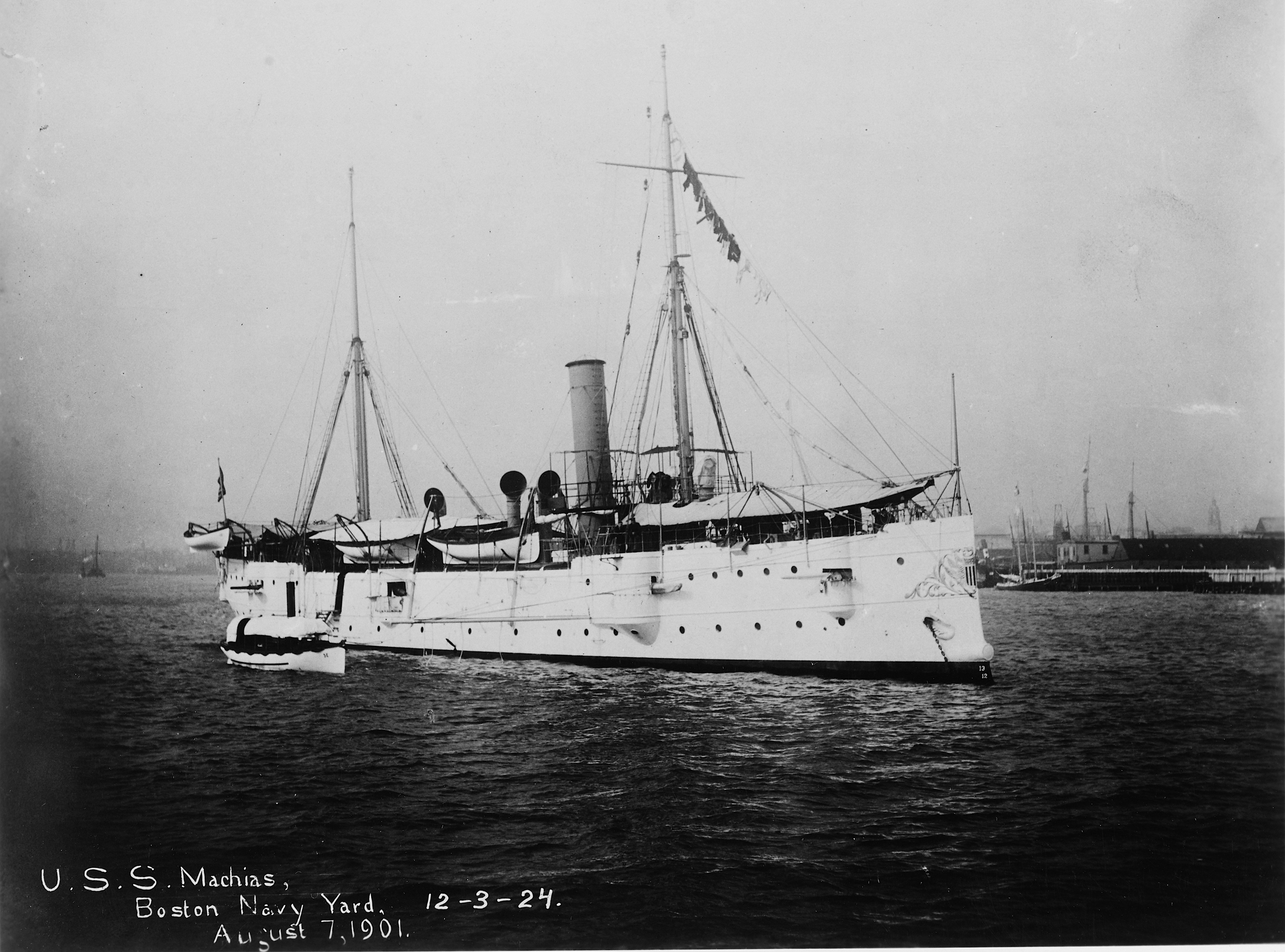
USS Machias transportierte den haitianischen Goldschatz nach New York

Am 27. Januar 1914 wurde der haitianische Präsident Michel Oreste durch einen Staatsstreich abgesetzt. Daraufhin wurde mit einer Einheit der U.S. Navy am 29. Januar ein Kommando des Marine Corps nach Port-au-Prince gebracht, um die amerikanischen Interessen zu schützen. Die National City Bank forderte das amerikanische Außenministerium auf, weitere militärische Unterstützung zu leisten, um die nationalen Finanzreserven Haitis zu übernehmen und argumentierte, Haiti sei zu instabil geworden, um die Vermögenswerte sicher zu verwahren. Am 17. Dezember 1914 übernahmen Angehörige der amerikanische Streitkräfte Haitis Goldreserven in Höhe von rund 500.000 US-Dollar, was einhundert Jahre später etwa 13,5 Millionen Dollar entsprach. Die Marines packten das Gold in Holzkisten, luden diese in einen Wagen und transportierten sie unter dem Schutz nicht uniformierter Sicherheitskräfte, die den Weg säumten, zu einer Einheit der U.S. Navy, die das Gold nach New York brachte, wo es bei der National City Bank gelagert wurde.

## Amerikanische Invasion
Im Februar 1915 wurde Jean Vilbrun Guillaume Sam Präsident von Haiti. Er regierte mit harter Hand. Der Höhepunkt seiner repressiven Maßnahmen war am 27. Juli 1915 die Hinrichtung von 167 politischen Gefangenen. Die Bevölkerung erhob sich daraufhin gegen Sams Regierung. Sam, der sich in die französische Botschaft geflüchtet hatte, wurde in Port-au-Prince von einem wütenden Mob gelyncht. Die Vereinigten Staaten betrachteten dies als antiamerikanischen Revolte und eine Bedrohung der amerikanischen Geschäftsinteressen im Land. Die amerikanische Regierung beschloss, schnell zu handeln.
Am 28. Juli 1915 befahl Präsident Wilson, Port-au-Prince mit 330 Marines des U.S. Marine Corps zu besetzen. Wilson wollte auch die haitianische Verfassung umschreiben, die ausländischen Landbesitz verbot. Sie sollte durch eine Verfassung ersetzt werden, die den Amerikanern die finanzielle Kontrolle über Haiti garantierte. Um öffentliche Kritik zu vermeiden, behauptete Wilson, die Invasion sei eine Mission zur „Wiederherstellung von Frieden und Ordnung ... [und] hat nichts mit irgendwelchen diplomatischen Verhandlungen der Vergangenheit oder der Zukunft zu tun“.
Die Invasion selbst stieß auf keinen ernsthaften Widerstand. Ein haitianischer Soldat, Pierre Sully, wurde von den Marines erschossen.

## Amerikanische Besatzungszeit
In den Jahren der amerikanischen Besatzung Haitis fanden nur in 1930 und 1932 Wahlen zum Parlament statt. Die Besatzungsmacht setzte Präsidenten ein, die vom Parlament bzw. dem neu eingeführten Staatsrat (Conseil d’État) pro forma bestätigt wurden. Von 1918 bis 1929 gab es kein Parlament in Haiti.

### Zeit der Dartiguenave-Präsidentschaft 1915 bis 1922
Die amerikanischen Besatzungsbehörden suchten zunächst einen Präsidentschaftskandidaten, der bereit war, mit ihnen zusammenzuarbeiten. Philippe Sudré Dartiguenave, Präsident des Senats und einer der Mulatten der haitianischen Elite, die die Vereinigten Staaten unterstützten, erklärte sich im August 1915 bereit, die Präsidentschaft von Haiti anzunehmen, nachdem mehrere andere Kandidaten abgelehnt hatten.
Innerhalb von sechs Wochen nach der Besetzung übernahmen Vertreter der US-Regierung die Kontrolle über die haitianischen Zollämter sowie andere Behörden und Institutionen einschließlich der Banken und der nationalen Finanzverwaltung. Unter der Kontrolle der US-Regierung wurden 40 Prozent des haitianischen Nationaleinkommens für die Rückzahlung von Schulden bei amerikanischen und französischen Banken verwendet.

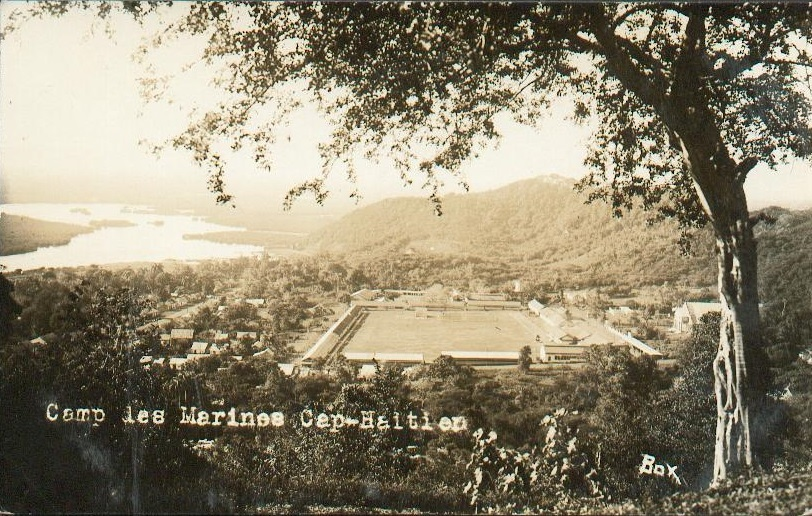
Stützpunkt der U.S. Marines in Cap-Haitien

Im September 1915 ratifizierte der Senat der Vereinigten Staaten die Haitianisch-Amerikanische Konvention. Dabei handelte es sich um einen Vertrag, der den Vereinigten Staaten für einen Zeitraum von zehn Jahren die Kontrolle über Wirtschaft und Finanzen in Haiti sicherte. Der Vertrag gab dem Präsidenten der Vereinigten Staaten die Befugnis, einen Generalzollverwalter, Wirtschaftsberater und Verantwortliche für öffentliche Baumaßnahmen zu ernennen sowie amerikanische Offiziere zur Führung der haitianischen Gendarmerie (Gendarmerie d’Haïti) einzusetzen. Die Marine der Vereinigten Staaten wurde mit dem Ausbau der Infrastruktur und des Gesundheitswesens betraut. Amerikanische Beamte erhielten ein Vetorecht bezüglich aller Entscheidungen der Regierung Haitis. Die Bereichskommandeure des Marine Corps fungierten als Administratoren der Départements. Gründer und erster Kommandeur der Gendarmerie wurde Major Smedley D. Butler, der während seiner Dienstzeit in der Truppe den zeitweiligen Dienstgrad eines haitianischen Generalmajors führte. 

U.S. Marines und lokale Helfer auf der Suche nach „Banditen“.(ciirca 1919)

Die Besatzungstruppen bestanden aus rund 2.500 Marineinfanteristen unter dem Kommando eines Konteradmirals. Dieser befahl, das gesamte Staatsgebiet Haitis zu besetzen. Fünf Flugplätze wurden angelegt und mindestens drei Flugzeuge waren stets in Haiti präsent.
Widerstand gegen die US-Besatzung formierte sich unmittelbar nach der Invasion und der Einsetzung eines Präsidenten ohne die Zustimmung der Haitianer im Jahr 1915. Rebellen (die nach dem Namen eines einheimischen Vogels, dem Caco, benannt wurden) leisteten heftigen Widerstand gegen die amerikanische Kontrolle über Haiti. Die US-amerikanische und die haitianische Regierung begannen eine energische Kampagne zur Vernichtung der Rebellentruppen. Am 17. November 1915 eroberten die U.S. Marines Fort Rivière, eine Hochburg der Caco-Rebellen, womit der erste Caco-Feldzug beendet wurde.
Kurz nach der Einsetzung von Dartiguenave als Präsident von Haiti betrieb der amerikanische Präsident Wilson eine Neufassung der haitianischen Verfassung. Eines der Hauptanliegen der Vereinigten Staaten war es, das Verbot für Ausländer, haitianisches Land zu besitzen, abzuschaffen. Der frühe Staatschef Jean-Jacques Dessalines hatte den Landbesitz von Ausländern verboten, als Haiti unabhängig wurde, um ausländischen Einfluss zu vermeiden. Seit dem Jahr 1804 betrachteten einige Haitianer ausländischen Besitz als Tabu. Aus Sorge vor einem Amtsenthebungsverfahren aufgrund des Widerstands der Legislative gegen die neue Verfassung ordnete Präsident Dartiguenave am 6. April 1916 die Auflösung des Senats an und die Amerikaner setzten Neuwahlen zur Legislative durch.
Die neu gewählte haitianische Legislative lehnte die von den Vereinigten Staaten geforderte Verfassung unmittelbar ab. Stattdessen begann das Parlament mit der Ausarbeitung einer eigenen neuen Verfassung, die den Interessen der Vereinigten Staaten zuwiderlief. Dies führte zu der Weisung der Vereinigten Staaten an Präsident Dartiguenave, das Parlament aufzulösen. Der amerikanische Kommandeur der Gendarmerie erzwang die Schließung des Senats mit vorgehaltener Waffe.

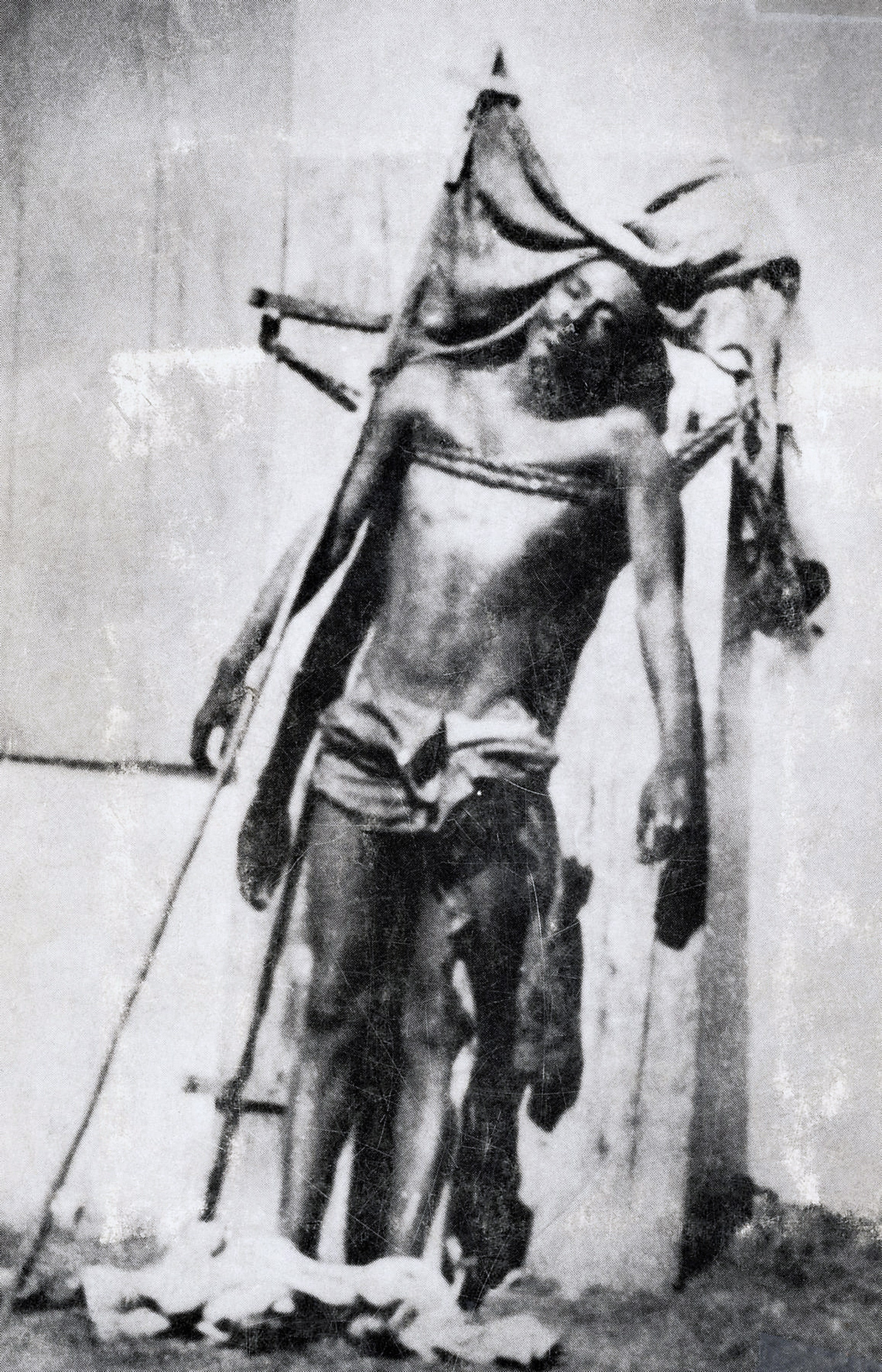
Die Leiche von Charlemagne Péralte wurde von den U.S.Marines zur Abschreckung in Hinche an eine Hauswand genagelt.

Die neue Verfassung Haitis wurde unter der Aufsicht von Franklin D. Roosevelt, dem damaligen stellvertretenden Marineminister, ausgearbeitet. In einem Referendum wurde die neue Verfassung 1918 angenommen (mit 98.225 zu 768 Stimmen). In Roosevelts neuer Verfassung gestattete Haiti es nun Ausländern, haitianisches Land zu erwerben.
Nach dem Ende des Ersten Weltkriegs im November 1918 setzten die Vereinigten Staaten ihre Besetzung Haitis fort, obwohl Präsident Wilson auf der Pariser Friedenskonferenz 1919 erklärt hatte, dass er das Selbstbestimmungsrecht anderer Völker unterstütze.
Im Jahr 1918 kam es zu einem erneuten Aufstand von bis zu 40.000 Cacos und anderen Oppositionellen unter der Führung von Charlemagne Péralte, einem ehemaligen Offizier der aufgelösten haitianischen Armee. Das Ausmaß des Aufstands überforderte die Gendarmerie, die Verstärkung durch die U.S. Marines benötigte, um den Aufstand niederzuschlagen. Die Haitianer ihrerseits griffen auf unkonventionelle Taktiken zurück, da sie den Besatzern weit unterlegen waren. Vor seinem Tod unternahm Péralte einen Angriff auf Port-au-Prince. Die Ermordung von Péralte im Jahr 1919 festigte die Macht der Amerikaner über die Cacos. Bei den Kämpfen wurden rund 2.000 Rebellen getötet. Mehrere Dutzend U.S. Marines und haitianische Gendarmen fanden ebenfalls den Tod.
Im Jahr 1920 wurden kritische Stimmen in den Vereinigten Staaten laut, die darauf hinwiesen, dass keine Pläne für eine politische Unabhängigkeit Haitis entwickelt oder verfolgt wurden, vielmehr rücksichtslos eigene, ausbeuterische Geschäftsinteressen das Handeln bestimmten. Zwei Jahre später  begann 1922 in Washington eine Untersuchung durch den Kongress. Der Bericht des Kongresses entstand ohne Zeugenaussagen von Haitianern und ignorierte Vorwürfe gegen die National City Bank of New York und die U.S. Marines. Der Kongress schloss den Bericht mit der Befürwortung einer fortgesetzten Besetzung Haitis ab. Das wesentliche Argument dafür war, dass „chronische Revolution, Anarchie, Barbarei und Ruin“ über Haiti hereinbrechen würden, wenn sich die Vereinigten Staaten zurückzögen.

### Zeit der Bornó-Präsidentschaft 1922 bis 1930

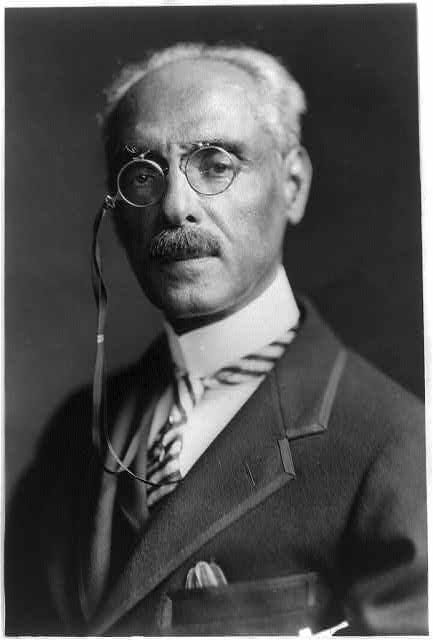
Louis Bornó

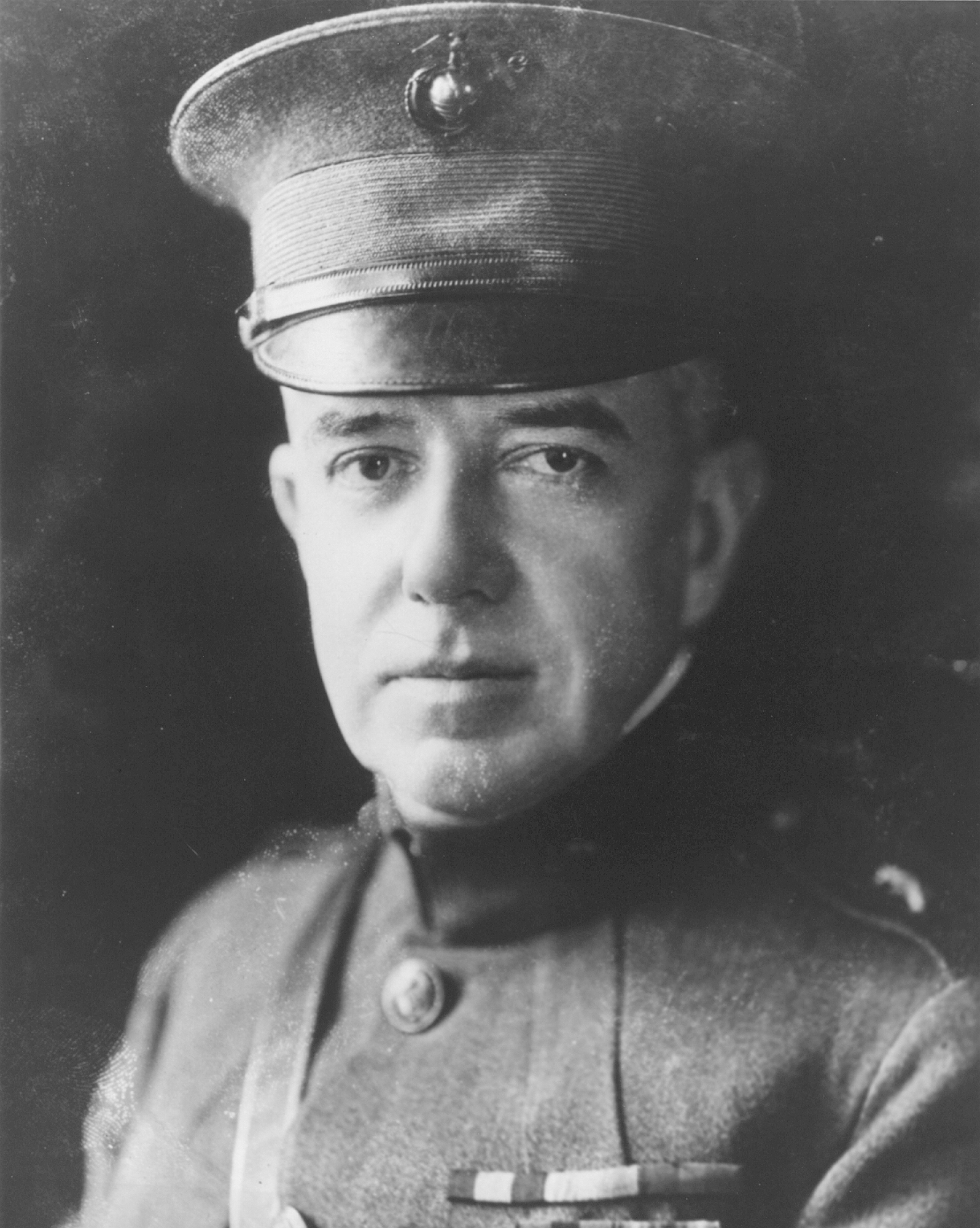
General John H. Russell, Jr.

Im Jahr 1922 wurde Louis Bornó Präsident von Haiti. Der spätere Commandant des Marine Corps, General John H. Russell Jr. wurde ihm als amerikanischer Hochkommissar im Range eines Botschafters zur Seite gestellt.
Am 17. August 1922 wurde die Bank der Republik Haiti (BNRH) vollständig von der National City Bank übernommen, ihr Hauptsitz wurde nach New York verlegt und die Schulden Haitis bei Frankreich wurden von amerikanischen Investoren übernommen.
Die Regierung Bornó/Russell duldete den Einsatz von Zwangsarbeit, um die Wirtschaftskraft des Landes zu stärken und Infrastrukturprojekte zu verwirklichen. Der Anbau der Sisal-Pflanze wurde in Haiti eingeführt und Zucker sowie Baumwolle wurden zu bedeutenden Exportgütern. Die Weltwirtschaftskrise wirkte sich verheerend auf die Preise der haitianischen Exporte aus.
Der amerikanische Präsident Herbert Hoover war zu dieser Zeit zunehmend wegen der Besatzung Haitis unter Druck geraten und ließ eine Abzugsstrategie prüfen. Am 6. Dezember 1929 wurden etwa 1.500 Haitianer, die in Les Cayes friedlich gegen die wirtschaftlichen Bedingungen vor Ort protestierten, von U.S. Marines beschossen, wobei mindestens ein Dutzend Haitianer zu Tode kamen. Das Massaker führte zu internationaler Empörung und Präsident Hoover forderte den Kongress auf, die Zustände in Haiti zu untersuchen.
Präsident Hoover richtete zwei Kommissionen zur Untersuchung der Besatzungszeit ein. Eine stand unter der Leitung des ehemaligen amerikanischen Gouverneurs der Philippinen William Cameron Forbes. Die Forbes-Kommission traf am 28. Februar 1930 in Haiti mit dem Auftrag ein, einen Vorschlag zu erarbeiten, wann und wie die Vereinigten Staaten sich aus Haiti zurückziehen konnten. Die Kommission kam zu dem Schluss, dass die Besetzung Haitis ein Misserfolg war und dass die Vereinigten Staaten die sozialen Probleme Haitis nicht verstanden hatten.
Angesichts der zunehmenden Forderungen nach Direktwahlen befürchteten amerikanische Beamte Gewalt, falls die Forderungen nicht erfüllt würden. Es wurde eine Vereinbarung getroffen, die zum Rücktritt von Präsident Bornó und zur Einsetzung des haitianischen Bankiers Louis Eugène Roy als Interimspräsidenten führte. In der von der Forbes-Kommission vorgeschlagenen Vereinbarung sollte Roy vom haitianischen Kongress zum Präsidenten gewählt werden, bis eine Direktwahl für den Kongress stattfände, woraufhin Roy zurücktreten würde.

### Zeit der Vincent-Präsidentschaft ab 1930

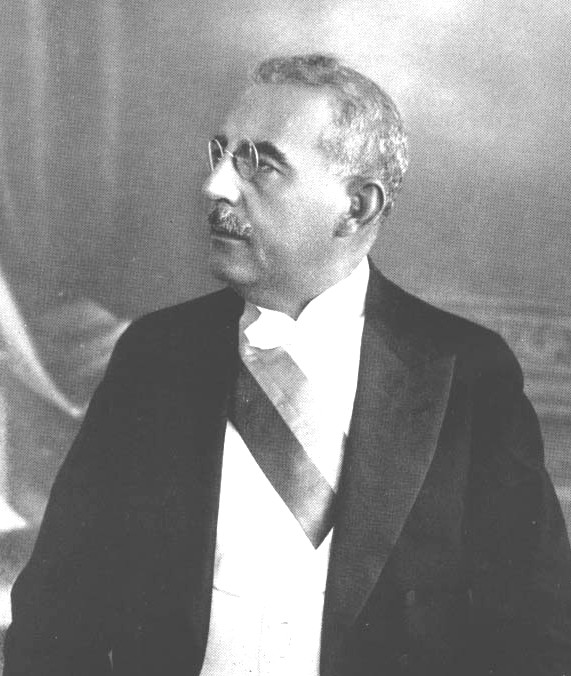
Sténio Vincent

Am 14. Oktober 1930 fanden Wahlen zum Senat statt, aus denen haitianische nationalistische Kandidaten hervorgingen. Sténio Vincent wurde im November 1930 vom Senat zum Präsidenten von Haiti gewählt. Die neue nationalistische Regierung hatte ein gespanntes Verhältnis zur amerikanischen Verwaltung.
Franklin D. Roosevelt, ab 1933 Präsident der Vereinigten Staaten, befürwortete eine „Politik der guten Nachbarn“ der USA gegenüber den Staaten der Karibik und Lateinamerikas. Die Vereinigten Staaten und Haiti vereinbarten am 7. August 1933 die Beendigung der Besatzung. Bei einem Besuch in Cap-Haïtien im Juli 1934 bekräftigte Roosevelt das Rückzugsabkommen vom August 1933. Das letzte Kontingent der U.S. Marines zog am 15. August 1934 ab, nachdem die exekutive Staatsgewalt formell an die Gendarmerie übertragen worden war.

## Folgen der Besatzung
Die wirtschaftliche Entwicklung Haitis erfuhr während der amerikanischen Besatzungszeit keine nachhaltig positiven Impulse. Zu den Veränderungen in der Landwirtschaft gehörte die Einführung von Sisal. Zuckerrohr und Baumwolle wurden zu bedeutenden Exportgütern, was den Wohlstand steigerte. Amerikanische Agrarunternehmen hatten Tausenden von haitianischen Bauern das Eigentum entzogen, um Exportgüter zu produzieren. Die heimische Nahrungsmittelproduktion litt darunter.
In den ländlichen Gebieten hatten die Haitianer latent und deutlich Widerstand gegen die Besatzung aufrechterhalten, während die städtischen Eliten den Ausbau der Exportwirtschaft begrüßten, aber die politische Unterdrückung ablehnten. Nach dem Ende der Besatzung waren die Auslandsschulden noch nicht abgetragen. Die USA verwalteten den Haushalt des Landes bis zum Jahr 1941 weiter. Die Schulden Haitis gegenüber den Vereinigten Staaten betrugen noch etwa zwanzig Prozent der jährlichen Einnahmen des Landes.
Als der formale amerikanische Einfluss auf die haitianische Wirtschaft im Jahr 1947 endete, stellten die Vereinten Nationen und das Außenministerium der Vereinigten Staaten fest, dass die haitianische Landbevölkerung, die 90 Prozent der Bevölkerung des Landes ausmachte, „nahe am Hungertod“ lebte.
Während der Besatzung wurden Teile der haitianischen Infrastruktur, auf die Hauptstadt Port-au-Prince zentriert, ausgebaut. Die von der Gendarmerie durchgesetzte Zwangsarbeit von Haitianern wurde für Infrastrukturprojekte, insbesondere für den Straßenbau, eingesetzt. Zu den Infrastrukturverbesserungen gehörten die Nutzbarmachung von 1.700 km Straßen, der Bau von 189 Brücken, die Instandsetzung von Bewässerungskanälen, der Bau von Krankenhäusern, Schulen und öffentlichen Gebäuden sowie die Versorgung der wichtigsten Städte mit Trinkwasser. Port-au-Prince war die erste Stadt in der Karibik, die über einen Telefondienst mit automatischer Wählfunktion verfügte. Die landwirtschaftliche Ausbildung wurde mit einer zentralen Landwirtschaftsschule und 69 landwirtschaftlichen Betrieben im Land organisiert.
Die Vereinigten Staaten gestalteten das Bildungssystem neu. Mit dem Service Technique de l’Agriculture et de l’Enseignement Professionnel (Technischer Dienst für Landwirtschaft und Berufsausbildung) legten die Amerikaner den Schwerpunkt auf die landwirtschaftliche und berufliche Ausbildung.
Trotz der nachhaltigen Belastung, die die Besatzungszeit für die amerikanisch-haitianischen Beziehungen darstellt. sind die Vereinigten Staaten für die Bevölkerung Haitis bevorzugtes Partnerland geblieben. Mehr als eine Million Haitianer (die Bevölkerung Haitis zählte im Jahr 2020 rund 11,4 Millionen) lebt als sogenannte haitianische Diaspora in den USA.

## Kritik
Das U.S. Marine Corps wandte während der Besatzungszeit in Haiti durchgehend das Kriegsrecht an  und setzte die neu geschaffene Gendarmerie ein, um Haitianer zu unterdrücken, die sich der Besatzung widersetzten. Zwischen 1915 und 1930 stellten Haitianer nur etwa 35 bis 40 Prozent der Offiziere der Gendarmerie.
Insgesamt töteten amerikanische Truppen und die haitianische Gendarmerie während der Rebellionen zwischen 1915 und 1920 mehrere Tausend haitianische Zivilisten, wobei die genaue Zahl der Todesopfer nicht bekannt ist. In einem Bericht an den Marineminister wurde die Zahl der Todesopfer mit 3.250 angegeben. Der haitianische Historiker Roger Gaillard schätzte, dass insgesamt, einschließlich der Kämpfer der Rebellen und der Zivilbevölkerung, mindestens 15.000 Haitianer während der Besetzung getötet wurden.

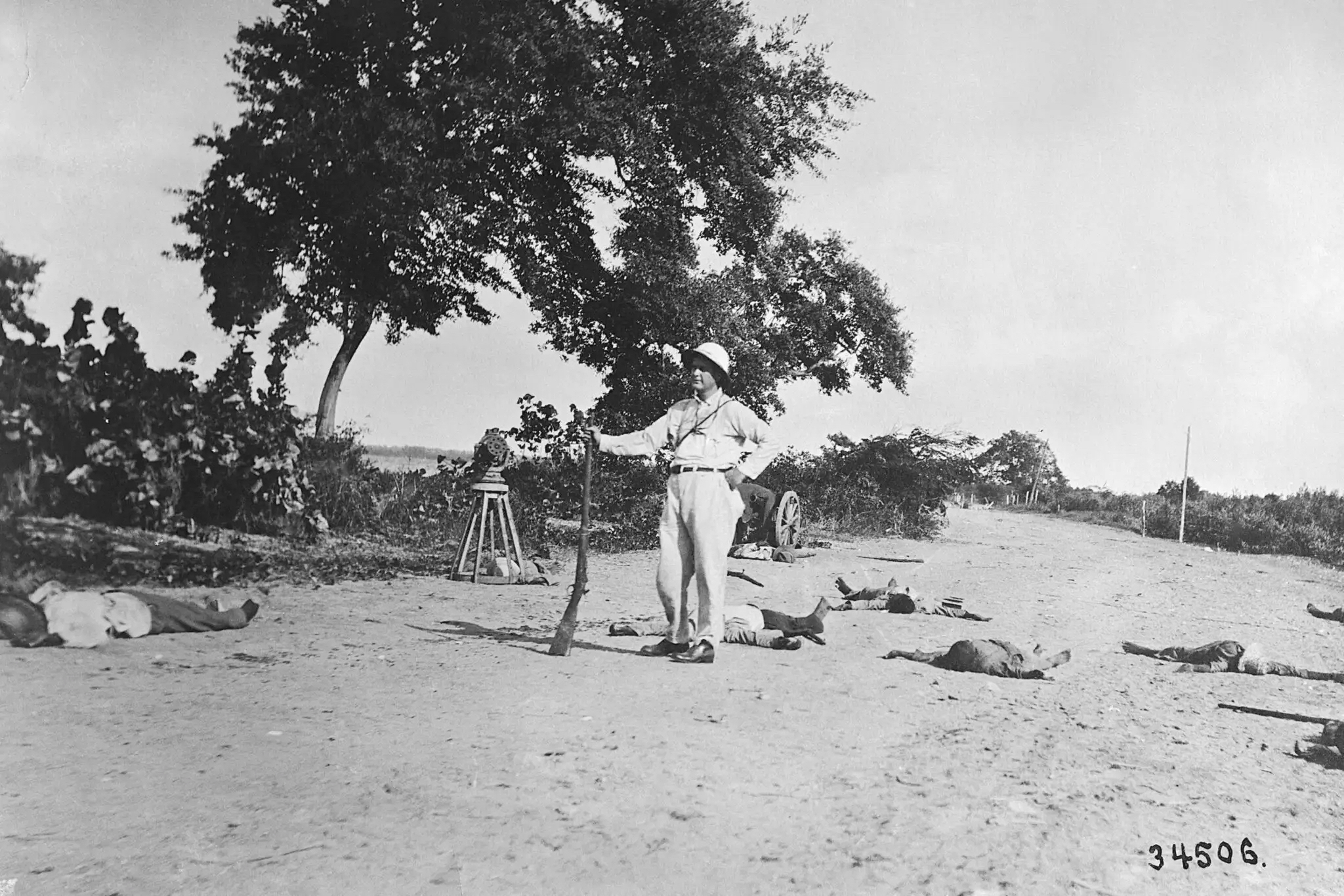
Ein Amerikaner posiert vor erschossenen haitianischen Rebellen.

Während der amerikanischen Besatzung kam es zu außergerichtlichen Hinrichtungen von Haitianern. Während des zweiten Caco-Feldzugs in den Jahren 1918 und 1919 wurden viele Caco-Gefangene von Marines und der Gendarmerie auf Befehl ihrer Vorgesetzten kurzerhand hingerichtet.
Ab 1919 begannen die amerikanischen Truppen Angriffe auf ländliche Dörfer. Im November 1919 schickten Dorfbewohner in Thomazeau, die sich in einem nahe gelegenen Wald versteckt hielten, einen Brief – das einzige erhaltene Zeugnis des Ereignisses – an einen französischen Priester, in dem sie um Schutz baten. In dem Brief schrieben die Überlebenden, dass mindestens zwei amerikanische Flugzeuge zwei Dörfer bombardierten und beschossen hatten, wobei die Hälfte der Bevölkerung, darunter Männer, Frauen, Kinder und ältere Menschen, getötet worden seien. Am 5. Dezember 1919 bombardierten amerikanische Flugzeuge Les Cayes als Akt der Einschüchterung. Gegen die amerikanischen Piloten wurden Ermittlungen eingeleitet, doch wurde keiner von ihnen verurteilt. Der Anthropologe Jean-Philippe Belleau beschrieb diese Aktionen als möglicherweise „die ersten, die jemals aus der Luft gegen die Zivilbevölkerung durchgeführt wurden“.
Den Haitianern wurde Zwangsarbeit auferlegt (Corvée-System), die von der Gendarmerie durchgesetzt wurde. Die Zwangsarbeit führte zum Tod von Hunderten bis Tausenden von Haitianern. Sie wurden mit Seilen zusammengebunden, und diejenigen, die flohen, wurden üblicherweise erschossen. Nach Angaben von Wissenschaftlern starben etwa 5 500 Haitianer in den Arbeitslagern.
Viele der mit der Besetzung Haitis beauftragten Personen vertraten rassistische Überzeugungen. Der erste Kommandeur der an Land gegangenen Marines, Oberst Littleton Waller, hatte eine rassistische Vergangenheit gegenüber Mulatten und bezeichnete sie als „echte Nigger ... echte Nigger unter der Oberfläche“. Präsident Wilsons Außenminister Robert Lansing vertrat ebenfalls rassistische Überzeugungen und schrieb, dass „die afrikanische Rasse keine Fähigkeit zur politischen Organisation besitzt“. Die Vereinigten Staaten führten in Haiti die Jim-Crow-Gesetze zur Rassentrennung ein und die amerikanischen Besatzungstruppen legten eine unverhohlene und weit verbreitete rassistische Haltung gegenüber der haitianischen Bevölkerung an den Tag.
Folter von haitianischen Rebellen oder von Personen, die verdächtigt wurden, gegen die Vereinigten Staaten zu rebellieren, war üblich. Zu den Foltermethoden gehörten Waterboarding, das Aufhängen der Gefangenen an ihren Genitalien und anderes.